# Regla de exclusión (Estados Unidos)
En el derecho constitucional de los Estados Unidos, regla de exclusión es un principio legal que sostiene que las pruebas recogidas o analizadas, en contra de lo establecido por la Constitución de los Estados Unidos son inadmisibles ante el tribunal en un proceso de índole penal, es decir, no se pueden utilizar en un juicio penal. 
La Regla de Exclusión se diseñó para remediar y desincentivar, en el proceso penal, tanto al fiscal como a la policía que obtiene pruebas ilegalmente en violación de la Cuarta y Quinta de la Carta de Derechos de los Estados Unidos, las que proveen protección de las pesquisas y aprehensiones poco razonables y de la autoincriminación.
La Regla de Exclusión se aplica a los ciudadanos estadounidenses y a los extranjeros (legales e ilegales) que residen en los Estados Unidos.

## Historia de la regla
Antes de la independencia de los Estados Unidos, las cortes de Inglaterra habían sostenido que las confesiones involuntarias eran inadmisibles como evidencia. Entonces la Corte Suprema de Estados Unidos sostuvo como tal, en Bram c. United States, que las confesiones involuntarias eran inherentemente indignas de fiar y por lo tanto debían ser excluidas. En Bram la Corte no sostuvo una versión fuerte de la regla de exclusión que permitiera su aplicación uniformemente para excluir todas las evidencias que se juntaran cometiendo violaciones a la Carta de Derechos, en su lugar anunció una versión débil que excluía solo las confesiones invluntarias obtenidas en violación a la Quinta Enmienda.
De acuerdo a la obra de Hairabedian, el punto de partida de la regla de exclusión en el derecho judicial norteamericano fue el caso “Boyd v. U.S.” en 1886, donde se cuestionaba una prueba consistente en una factura que el acusado fue obligado a aportar en contra de su voluntad. La Corte encontró una “íntima relación” entre la IV y la V Enmienda, y sostuvo que la aportación compulsiva de libros y papeles privados para ser usados como prueba en contra de quien fue obligado a hacerlo, conculcaba ambas enmiendas citadas, que protegen contra requisas y registros arbitrarios y de la autoincriminación involuntaria). En 1914 se dictó el caso “Weeks v. U.S.”  en el cual se invalidó prueba obtenida en violación sólo a la IV enmienda, limitándola al procedimiento federal. 
	La evolución continuó con los casos "Silverthone Lumber Co. v. U.S.”  de 1920 y “Nardone” de 1939, en los cuales no sólo se declaró ineficaz la prueba misma obtenida ilegalmente, sino también las derivadas, doctrina que pasó a ser conocida mundialmente bajo la denominación de "los frutos del árbol venenoso", expresión utilizada en el caso "Nardone".
	Como la exclusión probatoria regía únicamente para los procesos federales, ello había ocasionado una práctica denominada “bandeja de plata” mediante la cual los agentes federales que conseguían ilegalmente pruebas, se las pasaban a sus pares de los estados, para que pudieran utilizarlas en procedimientos por delitos ordinarios ; o algunos tribunales federales valoraban evidencias adquiridas por policías estatales. Tras algunos intentos aislados, en 1952 se emitió el fallo “Rochin v. California”, extendiendo la regla a los estados, porque se había verificado inconducta probatoria que "shockeaba la conciencia". En el caso “Elkins v. U.S.”  de 1960 la Corte asestó otro golpe a la práctica de la “bandeja de plata” al aplicar la regla de exclusión para un proceso tramitado ante un tribunal federal en el que se valoraron pruebas inconstitucionales obtenidas por agentes estatales.
La jurisprudencia de la década del ‘60 se caracterizó por el máximo alcance de la doctrina de los frutos del árbol envenenado. En esta época fue el caso "Mapp v. Ohio" (1961), a raíz del cual las exclusiones probatorias se hicieron de aplicación obligatoria para todos los Estados de la Unión. También se ubican fallos que extienden la regla a casos no previstos expresamente, como "Miranda v. Arizona" de 1966, que impuso a la policía la obligación de advertir los derechos constitucionales a las personas que va a interrogar bajo su custodia como sospechosas de haber cometido un delito, excluyendo las confesiones tomadas sin esos recaudos. Los así llamados "derechos de Miranda", son públicamente conocidos por las series y películas policiales, en las cuales se repite la escena de detenciones en las que la policía comunica al detenido que "puede guardar silencio", que "todo lo que diga puede ser utilizado en su contra", etc. Finalmente, en la década del 70 comenzó una era de recorte o limitaciones en los alcances de las exclusiones probatorias, mediante excepciones; es decir, casos en los que a pesar de haberse verificado una prueba ilícita, ésta o sus consecuencias son aceptadas por los tribunales. Entre las más difundidas se pueden nombrar a la fuente independiente, el descubrimiento inevitable, la buena fe, el balancing test, la teoría del riesgo y el purged taint.Hairabedian, al desarrollar y analizar tales excepciones, expone la correlación que ha habido entre las distintas tendencias de la jurisprudencia en la materia y factores multidimensionales, tales como el contexto político, la procedencia, personalidad e ideología de jueces, etc.

## Críticas
La regla de exclusión que se ha desarrollado en los Estados Unidos ha sido siempre criticada, incluso por reconocidos juristas y comentaristas. Juez Benjamin Cardozo – quien entonces ejercía en la Corte de Apelaciones de Nueva York y generalmente considerado como uno de los juristas estadounidenses más influyentes cuyas opiniones en varios casos pronunciado principios duraderos de la ley estadounidense - declaró que en virtud de la regla, "El criminal está en libertad porque la policía ha cometido un error". Señaló que muchos Estados habían rechazado la regla, pero sugirió que la adopción por parte de los tribunales federales afectaría a la práctica en los Estados soberanos.
En la década de 1970, Dallin H. Oaks, Malcolm Wilkey, y otros pidieron que se suprima la regla de exclusión. Por la década de 1980, la regla de exclusión se mantuvo polémica y el presidente Ronald Reagan se opuso de manera firme. Sin embargo, algunos opositores comenzaron a buscar para que la regla se modificara, en lugar de abolirla por completo. El caso, Illinois v Gates, ante la Corte Suprema trajo la regla de exclusión bajo reconsideración. El Tribunal Supremo también consideró que permitan excepciones para los errores cometidos por la policía en la buena fe. El gobierno de Reagan también pidió al Congreso para suavizar la regla. Se ha propuesto que la regla de exclusión se sustituya por restitución a las víctimas de abusos policiales.